# カサドラ (コルベット)
カサドーラ（スペイン語：Cazadora, F 35、P 78）は、スペイン海軍のコルベット。デスクビエルタ級コルベットの5番艦。艦名は猟師に由来する。

## 艦歴
「カサドーラ」は、バサンフェロル造船所で建造され、1977年12月14日に起工、1978年10月17日に進水、1982年7月20日に就役しカルタヘナ基地の第21護衛隊に配備される。
1982年6月25日の国防省発表によれば、ジブラルタル海峡付近にてイギリス海軍の潜水艦と「信号の応酬（intercambio de señales）」をしたとされる。発表では詳細が伏せられていたが、6月19日に両艦のどちらかが海峡通行に関する国際協定に違反した航行をしていたための対処行動であったとされる。
1990年、湾岸危機に伴い国際連合主導による禁輸監視活動のため、フリゲート「F 81 サンタ・マリア」、コルベット「F 31 デスクビエルタ」と共にペルシャ湾に派遣される。
2002年、ペレヒル島での事件の後しばらくの間メリリャに留まった。
2003年、コルベットとしては最後となるガルフレックス03演習（Gruflex ' 03）に参加した。
2004年1月13日に哨戒艦に艦種が変更され、番号もP 78に変更される。その後、カナリアス諸島のラス・パルマス・デ・グラン・カナリアに移動し、捜索救難活動や麻薬密輸および不法移民対策に従事している。
2007年、アクティブ・エンデバー作戦に参加し、シリア、ギリシャおよびトルコ沿海にて哨戒活動に従事する。2008年には国際連合安全保障理事会決議1707と国際連合安全保障理事会決議1832に基づく枠組みで、レバノンでのヒズボラ向け兵器密輸監視活動のため　スペイン、フランス、イタリアおよびポルトガルで部隊を構成し国際連合レバノン暫定駐留軍に参加するため、カルタヘナ基地を出港して約3ヶ月間の任務に就く。
欧州連合主導によるソマリア沖の海賊対策であるアタランタ作戦にも参加している。
2009年時点ではカナリアス諸島・ラス・パルマス・デ・グラン・カナリアを母港としている。